# Chevy Chase Section Five
Chevy Chase Section Five é uma aldeia localizada no estado americano de Maryland, no Condado de Montgomery.

## Demografia
Segundo o censo americano de 2000, a sua população era de 641 habitantes.
Em 2006, foi estimada uma população de 652, um aumento de 11 (1.7%).

## Geografia
De acordo com o United States Census Bureau tem uma área de 0,3 km², dos quais 0,3 km² cobertos por terra e 0,0 km² cobertos por água.

## Localidades na vizinhança
O diagrama seguinte representa as localidades num raio de 4 km ao redor de Chevy Chase Section Five.